# 51569 Garywessen
51569 Garywessen è un asteroide della fascia principale. Scoperto nel 2001, presenta un'orbita caratterizzata da un semiasse maggiore pari a 2,7009519 UA e da un'eccentricità di 0,1906050, inclinata di 13,69393° rispetto all'eclittica.